# Валенти Гонзага, Сильвио
Сильвио Валенти Гонзага (итал. Silvio Valenti Gonzaga; 1 марта 1690, Мантуя, Мантуанское герцогство — 28 августа 1756, Витербо, Папская область) — итальянский куриальный кардинал и папский дипломат. Титулярный архиепископ Никеи с 18 июня 1731 по 19 декабря 1738. Апостольский нунций во Фландрии с 29 февраля 1732 по 28 января 1736. Апостольский нунций в Испании с 28 января 1736 по 19 декабря 1738. Папский легат в Болонье с 30 сентября 1739 по 20 августа 1740. Государственный секретарь Святого Престола и префект Священной Конгрегации Священной Консульты с 20 августа 1740 по 28 августа 1756. Камерленго Римско-католической церкви с 25 февраля 1747 по 28 августа 1756. Префект Священной Конгрегации Пропаганды Веры с 27 марта 1747 по 28 августа 1756. Камерленго Священной Коллегии кардиналов с 20 января 1749 по 19 января 1750. Кардинал-священник с 19 декабря 1738, с титулом церкви Санта-Приска с 16 сентября 1740 по 15 мая 1747. Кардинал-священник с титулом церкви Сан-Каллисто с 15 мая 1747 по 9 апреля 1753. Кардинал-епископ Сабины с 9 апреля 1753 по 28 августа 1756.